# رژیم حقوقی دریای خزر
رژیم حقوقی دریای خزر ، یکی از مهم‌ترین مسائل دریای خزر است که پس از فروپاشی شوروی، اهمیت بیشتری پیدا کرد.

## پیشینه موضوع
درابتدا، وضعیت حقوقی کشتی‌رانی در دریای خزر به وسیلهٔ معاهدات ۱۲۰۷ خورشیدی (۱۸۲۸میلادی)، با روسیهٔ تزاری و در هشتم اسفند ۱۲۹۹ خورشیدی (۲۶ فوریهٔ ۱۹۲۱میلادی) و پانزدهم فروردین ۱۳۱۹ خورشیدی (پنجم آوریل ۱۹۴۰میلادی) میان ایران و شوروی سابق، مشخص شده بود. بدین گونه که ایران براساس قرارداد ترکمان چای در سال ۱۲۰۷خ (۱۸۲۸م) از داشتن نیروی دریایی و کشتی‌رانی در دریای خزر محروم شده بود. با انقلاب کمونیستی ۱۹۱۷ لنین شخصاً معاهدات تزاری با ایران را لغو کرد که منجر به قرارداد ۱۹۲۱ میان ایران و اتحاد جماهیر شوروی شد و دوباره ایران در حق کشتی‌رانی در دریای خزر شریک شد و مطابق عهدنامهٔ مودت و دوستی (۱۳۰۰/ ۱۹۲۱)، به ایران و شوروی به تساوی حق کشتی‌رانی اعم از نظامی و غیر آن داده شده و در قرارداد بازرگانی و دریانوردی (۱۳۱۹ / ۱۹۴۰) جزئیات رژیم دریانوردی مشخص گردید. در این معاهدات، هیچ اشاره‌ای به چگونگی استفاده از منابع بستر و زیر بستر دریا نشده‌است. همچنین در این قرارداد مهم به تعیین دقیق مرزهای آبی دو کشور و تحدید حدود نشده‌است.
هیچ‌کدام از دولت‌های دیگر ساحل خزر (به جز روسیه و ایران) دارای ناوگان تجاری یا نظامی خاصی در دریای خزر  نیستند، این روش، پهنهٔ دریای خزر را به صورت جولانگاه اختصاصی ناوگان نظامی روسیه (این ناوگان یکی از بخش‌های مهم نیروی دریایی روسیه و مجهز به پیشرفته‌ترین ناوهای نظامی این کشور است) و نیز ناوگان تجاری و ماهیگیری روسیه (در مقایسه با ناوگان صنعتی پیشرفته روسیه در دریای خزر ، دول دیگر حاشیه دریای خزر  منجمله ایران هنوز از روش‌های سنتی برای ماهیگیری با قایق‌های کوچک استفاده می‌کنند) درمی‌آورد. در مقایسه با ناوگان بزرگ دریایی روسیه در دریای خزر ، کشورهای دیگر تنها دارای نیروهای کوچک به صورت گاردهای ساحلی ضعیف و بسیار محدودی در دریای خزر هستند.

## قراردادها

### رژیم خزر براساس قرارداد عهدنامهٔ گلستان ۱۸۱۳ میلادی
بر طبق فصل پنج عهدنامهٔ گلستان، کشتی‌های دولت روسیه که برای معاملات بر روی دریای خزر  تردد می‌نمایند به دستور سابق مأذون (مجاز) خواهند بود که به سواحل و بنادر جانب ایران عازم و نزدیک شوند و زمان طوفان و شکست کشتی از طرف ایران اعانت و یاری دوستانه نسبت به آن‌ها بشود. کشتی‌های جانب ایران هم به دستور سابق مأذون خواهند بود که برای معامله روانهٔ سواحل روسیه شوند و به همین نحو در هنگام شکست و طوفان از جانب روسیه اعانت و یاری دوستانه دربارهٔ ایشان معمول گردد. کشتی‌های عسکریهٔ جنگی روسیه به طریقی که در زمان دوستی یا در هر وقت کشتی‌های جنگی دولت روسیه با علم و بیدق در دریای خزر بوده‌اند حال نیز محض دوستی اذن (اجازه) داده می‌شود که به دستور سابق معمول گردد و احدی از دولت‌های دیگر سوای دولت روس کشتی‌های جنگی در دریای خزر نداشته باشد.

### رژیم خزر براساس قرارداد عهدنامهٔ ترکمنچای ایران و روس ۱۸۲۸ میلادی برابر با ۱۲۰۷ هجری

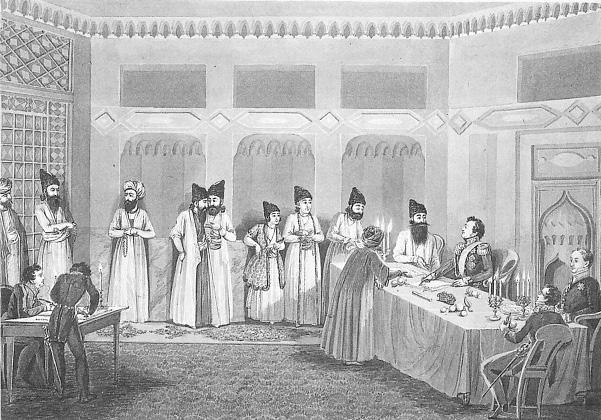
صحنهٔ امضای عهدنامهٔ به قلم نقاشی روس

بر پایهٔ فصل هشتم عهدنامهٔ ترکمنچای کشتی‌های تجارتی روس مانند سابق استحقاق خواهند داشت که به آزادی بر دریای خزر به طول سواحل آن سیر کرده به کناره‌های آن فرود آیند و در حالت شکست کشتی در ایران اعانت و امداد خواهند یافت و همچنین کشتی‌های تجارتی ایران را استحقاق خواهد بود که به قرار سابق در دریای خزر سیر کرده، به سواحل روس آمد و شد نمایند و در آن سواحل در حال شکست کشتی به همان نسبت استعانت و امداد خواهند یافت. در باب سفاین حربیه که علم‌های عسکریهٔ روسیه دارند چون از قدیم بالانفراد استحقاق داشتند که در دریای خزر سیر نمایند، لهذا همین حق مخصوص کما فی السابق امروز به اطمینان به ایشان وارد می‌شود، به نحوی که غیر از دولت روسیه هیچ دولت دیگر نمی‌تواند در دریای خزر کشتی جنگی داشته باشد.

### رژیم خزر براساس قرارداد ۱۹۲۱ میلادی مصادف با ۱۳۰۰ هجری
براساس قرارداد ۱۹۲۱ میلادی، دولت ایران و روسیه به‌طور مساوی یعنی حق ۵۰ درصدی از دریای خزر استفاده خواهند کرد.
در نخستین فصل از فصول بیست و شش‌گانهٔ قرارداد ۱۹۲۱ آمده‌است: «دولت شوروی روسیه مطابق بیانیه‌های خود راجع به مبانی سیاست روسیه نسبت به ملت ایران رسماً اعلان می‌نماید که از سیاست جابرانه که دولت‌های مستعمراتی روسیه که به ارادهٔ کارگران و دهقانان این مملکت سرنگون شدند نسبت به ایران تعقیب می‌نمودند قطعاً صرف نظر می‌نماید.»
همچنین در فصل یازدهم این قرارداد دولت شوروی روسیه به صراحت تعهد می‌دهد:
- نظر به اینکه مطابق اصول بیان شده در فصل هشتم این عهدنامهٔ منعقده در دهم فورال (فوریه) ۱۸۲۸/۱۲۰۷ مابین ایران و روسیه در ترکمان‌چای نیز که فصل هشتم آن حق داشتن بحریه را در بحر خزر از ایران سلب نموده بود از درجهٔ اعتبار ساقط است لهذا طرفین معظمتین متعاهدتین رضایت می‌دهند که از زمان امضاء این معاهده هر دو بالسویه حق کشتی‌رانی آزاد در زیر بیرق‌های خود در دریای خزر داشته باشند.
- ” در فصل دوازدهم قرار داد ۱۹۲۱/۱۳۰۰ نیز آمده‌است: ” دولت شوروی روسیه پس از آنکه رسماً از استفاده از فواید اقتصادی که مبتنی بر تفوق نظامی بوده صرف نظر نمود اعلان می‌نماید که علاوه بر آنچه در فصول نه و ده ذکر شد سایر امتیازات نیز که دولت سابق تزاری عنقا برای خود و اتباع خود از دولت ایران گرفته بود از درجه اعتبار ساقط می‌باشند. ”[۵]

مطابق نظر حقوقی دانشگاه استنفورد مطابق قرارداد ۱۹۳۵ بین ایران و روسیه زمین دریای کاسپین  به صورت مساوی بین دو کشور تقسیم شده بود. اما با تجزیه روسیه به چهار کشور تقسیم زمین دریا با توجه به کشورهای جدید ایجاد شده می توانست بر اساس سه روش بین المللی صورت گیرد. در نتیجه مطابق نظر حقوقی دانشگاه استنفورد قرارداد جدید امضا شده از حق ایران مطابق قرارداد ۱۹۳۵ صرف نظر کرده است و از روش های بین المللی برای تقسیم زمین دریا استفاده کرده است.

### قرارداد سال ۱۹۴۰
قرارداد سال ۱۹۴۰ در ۲۵ مارس (۵ فروردین ۱۳۱۹) میان نمایندگان تام‌الاختیار دو دولت ایران و روسیه در تهران به امضا رسید، در ماده دوازدهم از این قرار داد شانزده ماده‌ای دربارهٔ حقوق کشتیرانی طرفین در آب‌های کاسپین آمده‌است:
1. با کشتی‌هایی که زیر پرچم یکی از طرفین متعاهدتین در دریای خزر سیر می‌نمایند در بندرهای طرف متعاهد دیگر چه در حین ورود و چه در مدت توقف و چه درموقع خروج از هر حیث مثل کشتی‌های کشوری رفتار می‌شود.
2. کشتی‌های مزبوره عوارض بندری دیگری نخواهد پرداخت جز آنچه قانوناً برای کشتی‌های کشوری وضع گردیده آن هم به همان شرایط و با همان معافیت‌ها…
3. کابوتاژ به کشتی‌های کشوری طرفین متعاهدتین اختصاص دارد مع‌هذا موافقت حاصل شده‌است که هر یک از طرفین متعاهدتین به کشتی‌هایی که زیر پرچم طرف دیگر سیر می‌نمایند حق کابوتاژ را برای حمل و نقل مسافر و بار در دریای خزر  بدهد.
4. صرفنظر از مقررات فوق هر یک از طرفین متعاهدتین، ماهیگیری را در آب‌های ساحلی خود تا حد ده میل دریایی به کشتی‌های خود اختصاص داده و این حق را برای خود محفوظ می‌دارد که واردات ماهی‌های صید شده از طرف کارکنان کشتی‌هایی را که زیر پرچم او سیر می‌نمایند از تخفیفات و مزایای خاصی بهره‌مند سازد.
5. کشتی‌هایی که در دریاهایی غیر از دریای خزر  زیر پرچم یکی از طرفین متعاهدتین سیر می‌نمایند در آب‌های کشوری و بندرهای طرف متعاهد دیگر از حیث شرایط کشتیرانی و هرگونه عوارض از همان حقوق و مزایایی که در این مورد به کشتی‌های دولت کاملةالوداد اعطا می‌گردد بهره‌مند می‌شوند.[۷]

## فرمول خط منصف اصلاح شده
در سال ۱۳۸۰ و ۱۳۸۱ روسیه با قزاقستان و سپس با آذربایجان توافق‌نامهٔ دو جانبه‌ای را امضا کرد که با وصل کردن دو سر نقاط ساحلی این دو کشور عملاً حدود ۲۷ درصد دریا سهم قزاقستان و حدود ۱۹ درصد دریا سهم روسیه می‌گردد. سهمی حدود ۱۸ درصد هم با همین فرمول برای آذربایجان در نظر گرفته شده و در واقع ۶۴ درصد بستر دریا را این سه کشور میان خود تقسیم کرده‌اند. سهم ایران در این فرمول تنها ۱۳ درصد در نظر گرفته شد، اما ایران و ترکمنستان این نوع تقسیم‌بندی دو جانبه را به رسمیت نپذیرفته‌اند و نظام تقسیم دریا را غیرقابل قبول می‌دانند. دولت وقت ایران در اجلاس چهارم سران دریای خزر در هفتم مهرماه ۱۳۹۳ (۲۹ سپتامبر ۲۰۱۴) بر روی لزوم استفاده از اصل انصاف در حقوق بین‌الملل و نیز لزوم توجه به حقوق تاریخی ایران در دریای خزر که پیش از فروپاشی شوروی، دریای مشترک میان دو کشور بود، تأکید کرد و بدین ترتیب به‌طور غیرمستقیم قراردادهای موقت روسیه با جمهوری آذربایجان و قزاقستان را دربارهٔ تقسیم کف دریای خزر بر اساس پیشنهاد روس‌ها (خط منصف اصلاح شده) مردود دانست. این موضوع دستاورد مهمی برای ایران در جریان چهارمین اجلاس رهبران کشورهای ساحلی دریای خزر بود. روشی که مدت‌هاست از طرف روسیه برای تعیین وضعیت دریای خزر پیشنهاد می‌شود و پایه قراردادهای جداگانه روسیه با قزاقستان و جمهوری آذربایجان برای تعیین مرزهای کف دریای خزر بین است، به «خط منصف اصلاح شده» مشهور است. بر اساس این روش، کف دریای خزر برپایه خط منصف (طول سواحل) در دریای خزر معین می‌شود و در عین حال آب‌های سطح دریای خزر به صورت منطقهٔ مشترک در نظر گرفته می‌شوند. طبق همین روش، سهم ایران از دریای خزر زیر ۱۳ درصد می‌شود. در مقابل نظر و پیشنهاد روس‌ها برای تقسیم دریای خزر بر پایهٔ خط منصف اصلاح شده، موضع دولت ایران در سال‌های اخیر تقسیم دریای خزر بر پایه انصاف (یعنی مناطق ۲۰ درصدی برای هر کدام از ۵ کشور حاشیهٔ دریای خزر) و در عین حال تقسیم همهٔ دریای خزر یعنی آب‌ها و کف دریا بوده‌است.

## منطقهٔ حاکمیت کشورها (توافقنامه باکو)
از موارد بسیار مهم توافق، تصویب ممنوعیت حضور نیروهای نظامی کشورهای غیر ساحلی در دریای خزر است. روسیه در نظر دارد خود امنیت و ثبات دریای خزر را تأمین کند و همچون ایران به شدت مخالف حضور نیروهای خارجی و بیگانه در خزر است. به دنبال توافق رؤسای جمهور کشورهای ساحلی خزر در اجلاس سوم سران در باکو برای تجدید حدود مناطق سطح دریای خزر، در اجلاس چهارم سران، عرض منطقهٔ حاکمیت ملی ۱۵ مایل دریایی و عرض منطقهٔ انحصاری ماهیگیری ۱۰ مایل (مجموعاً ۲۵ مایل) تعیین شد. رویه مرسوم در دنیا برای دریای سرزمینی یا منطقه حاکمیت ملی، ۱۲ مایل است؛ دریای خزر با ۱۵ مایل، یگانه دریایی است که ۳ مایل بیشتر از پهنه‌های آبی دیگر، منطقه حاکمیت ملی خواهد داشت. نکات مربوط به تعین محدوده ملی و ماهیگیری در دریای کاسپین فقط مربوط به سطح آب‌های دریای خزر است و هیچ ربطی به وضعیت حقوقی کف دریا که دارای منابع مهم نفت و گاز است، ندارد. در طول دو دهه گذشته توافق‌هایی در مسایل زیست‌محیطی، شیلات، کشتیرانی و ممنوعیت صید پنج ساله ماهیان خاویاری بدست آمده‌است.
.

## جلوگیری از حضور دولت‌های غیر ساحلی در دریای خزر
ایران و روسیه در اجلاس چهارم تلاش کردند که قضیهٔ جلوگیری از حضور دولت‌های غیر ساحلی در این حوزه را تقویت کنند. این موضوع به‌نظر نمی‌رسد که بخشی از کنوانسیون آتی دریای خزر را تشکیل بدهد زیرا دول ساحلی، قدم‌هایی در جهت عکس برداشته‌اند و قصد ندارند که آن‌ها را متوقف کنند. جمهوری‌های سابق شوروی در کنار دریای خزر، به خصوص جمهوری آذربایجان از زمان استقلال کوشیده‌اند که همکاری بیشتری با اروپا و آمریکا داشته باشند. جمهوری آذربایجان اکنون به صورت شریک استراتژیک غرب درآمده و منابع نفتی آن از طریق خط لولهٔ باکو-جیهان به سوی اروپا جریان دارد. الهام علی اف، رئیس‌جمهور آذربایجان در ماه سپتامبر ۲۰۱۴ در اجلاس سران ناتو گفت که کشورش یک شریک قابل اعتماد برای ناتو شده‌است و در حال گسترش تلاش‌های خود برای پشتیبانی مدیریتی از عملیات ناتو در افغانستان است. در عین حال مسکو به شدت مخالف ساختن خط لولهٔ گاز از خاک ترکمنستان به جمهوری آذربایجان است چون این امر به انحصار روسیه بر صدور گاز به اروپا خاتمه خواهد داد. یک استاد تاریخ روسیه در آمریکا می‌گوید: اگر این دو کشور تصمیم بگیرند که بدون توجه به روس‌ها، این طرح را دنبال کنند، مسکو حتی ممکن است به تهدید نظامی متوسل شود.

## عهدنامهٔ رژیم حقوقی دریای خزر

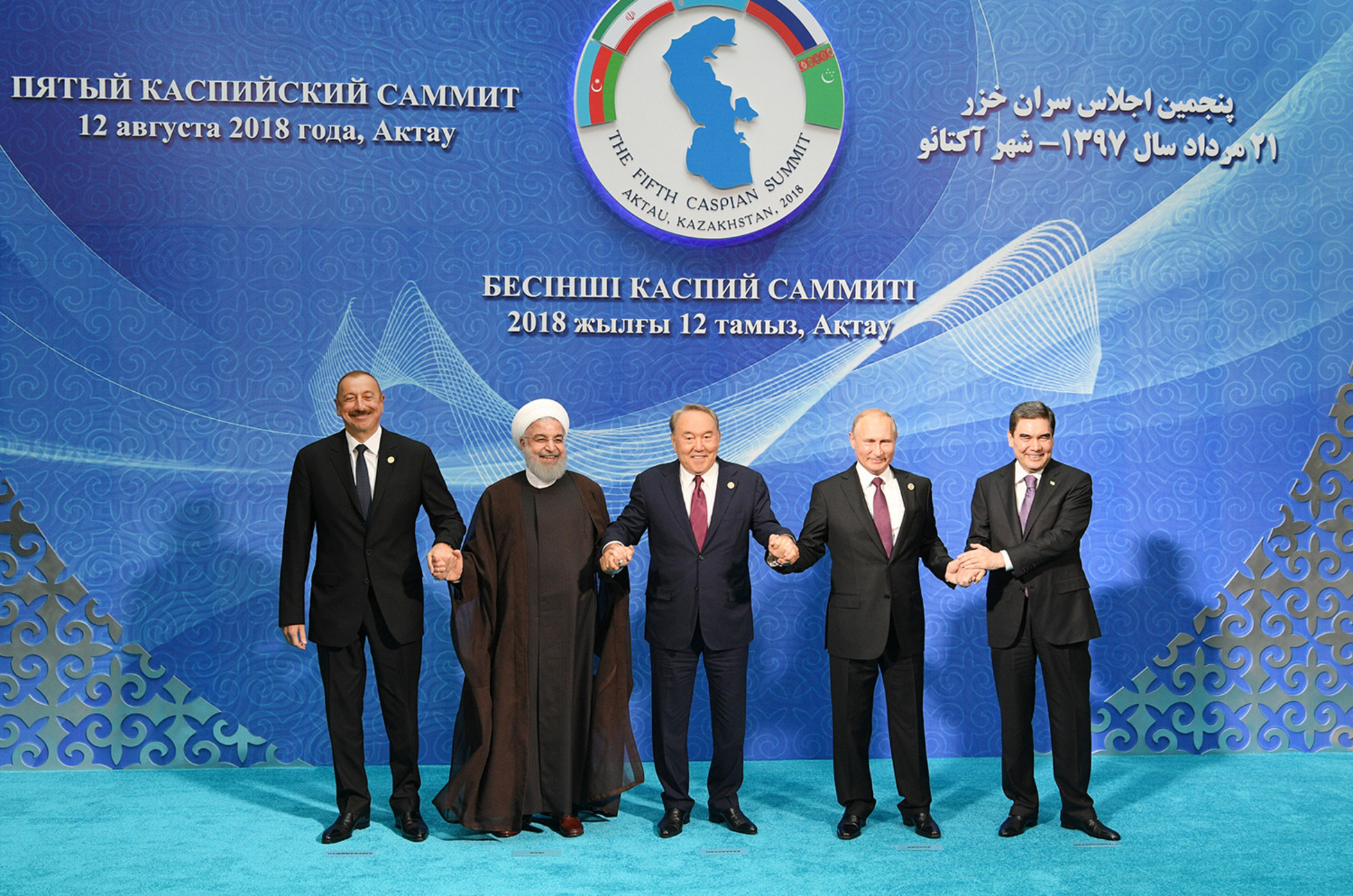
سران کشورها

پنجمین اجلاس سران کشورهای ساحلی دریای کاسپین در تاریخ ۲۱ مرداد ۱۳۹۷ خورشیدی برابر با ۱۲ اوت ۲۰۱۸ میلادی در شهر آق‌تاو برگزار گردید. در پایان این نشست متن کامل عهدنامهٔ رژیم حقوقی دریای خزر که به امضای پنج کشور ساحلی ایران، ترکمنستان، آذربایجان، قزاقستان و روسیه رسید.
این قرارداد در ایران حساسیت‌های بسیار زیادی برانگیخت به‌خصوص اینکه عده‌ای تصور می‌کنند سهم ایران بعد از انقلاب ۱۳ درصد بوده بر این ادعا عهدنامهٔ خزر را عهدنامهٔ ترکمنچای جدید نامیدند لذا مقامات مختلف ناچار شدند ضمن حضور در رسانه‌های جمهوری اسلامی به دفاع از این کنوانسیون بپردازند و ادعای ۵۰ درصد را کاذب و دروغین بنامند. همه کشورهای امضاکننده خود را برندهٔ این کنوانسیون دانستند. حسن روحانی، رئیس‌جمهوری ایران، ولادیمیر پوتین، رئیس‌جمهوری روسیه، نورسلطان نظربایف، رئیس‌جمهوری قزاقستان، الهام علی‌اف، رئیس‌جمهوری آذربایجان و قربانقلی بردی محمدوف، رئیس‌جمهوری ترکمنستان در آق‌تاو قزاقستان این کنوانسیون را امضا کرده‌اند.
پروتکل همکاری در زمینهٔ مبارزه با تروریسم در دریای خزر، پروتکل همکاری در زمینهٔ مبارزه با جرایم سازمان یافته در این دریا، موافقتنامهٔ میان دولت‌های کشورهای ساحلی دریای خزر در مورد همکاری‌های اقتصادی، موافقتنامهٔ میان دولت‌های کشورهای ساحلی در زمینهٔ حمل و نقل، موافقتنامهٔ پیشگیری از حوادث در دریای قزوین و پروتکل همکاری و تعامل نهادهای مرزبانی کشورهای ساحلی دریای خزر از جمله اسنادی بود که این کشورها امضا کردند.
وزیر امور خارجهٔ ایران در اعلامیهٔ تفسیری که بلافاصله پس از امضای این کنوانسیون برای سایر کشورهای این نشست فرستاده قید کرده که در این کنوانسیون محدودهٔ بستر و زیربستر تعیین نشده و این کار باید با توافق کشورها انجام شود.
در سال‌های ۲۰۰۵ تا ۲۰۱۱، کشورهای ساحلی خزر، به‌طور دو و سه جانبه بستر این دریا را میان خود تقسیم کردند اما بخش جنوب خزر بین ایران و ترکمنستان و آذربایجان به دلیل اختلافات بر سر قلمرو هر کشور بلاتکلیف باقی مانده‌است. درهمین راستا شایعاتی مبنی بر سهم ۵۰ درصدی ایران از دریای خزر شنیده می‌شود که پایه واساس آن اطلاق واژه مشترک بین ایران وشوروی مطابق قرارداد های ۱۹۲۱و ۱۹۴۰ است. محمدجواد ظریف می‌گوید:
(گروه‌هایی در ایران در مقطعی مدعی بودند که دریای خزر دریایی مشاع است و بر این اساس بحث ۵۰ درصد سهم ایران و ۵۰ درصد سهم شوروی را مطرح می‌کردند. این تصور در حالی مطرح بود که هیچ مبنایی در قراردادهای ۱۹۲۱ و ۱۹۴۰ ندارد و بحث مشاع بودن این دریا تصور نادرستی بود) ـ در حالی که به‌کارگیری واژه «بالسویه» (به‌طور یکسان و برابر؛ علی‌السویه ـ فرهنگ فارسی عمید) در فصل یازدهم عهدنامهٔ ۱۹۲۱ ایران و روسیه شوروی و تأکید بر حقوق مساوی در بهره‌گیری از آب‌های سرحدی، در فصل سوم آشکارا این حق را نشان می‌دهد که اسناد و مکاتباتی دیگر میان ایران و شوروی هم آن را تأیید می‌کنند.
به نظر نمی‌رسد قراردادهای مذکور به مالکیت دریا اشاره داشته باشند بلکه حق کشتیرانی را مورد بحث قرار می‌دهد. استاد سعیدمحمودی (کارشناس و استاد حقوق دریاها) می‌گوید:
(اگر متن این معاهدات (۱۹۲۱ و ۱۹۴۰) را بخوانید، در آن‌ها جز در مورد ماهیگیری و کشتی‌رانی آن هم به صورت خیلی کلی و غیر دقیق چیزی گفته نشده‌است. مسائلی مثل حفظ محیط زیست دریایی، قرار دادن لوله‌ها و کابل‌ها در بستر دریا، استفاده کشتیرانی یا ماهیگیری در ابعاد و اشکال فعلی آن‌ها، پرواز بر فراز مناطق مختلف دریا و از همه مهمتر مسئله بهره برداری از منابع نفت و گاز کف دریا که فعالیتی نسبتاً جدید است و در معاهدات قبلی به آن‌ها اشاره‌ای نشده باید در یک نظام حقوقی جدید قانونمند شود.
او درجای دیگر ادامه می‌دهد:
مسئلهٔ دیگری که ما نباید فراموش بکنیم که از روی آن معمولاً فوری می‌گذرند و دربارهٔ آن صحبت نمی‌کنند، این است که یک چیزی در این معاهدات نوشته شده بود، ولی آیا ایران در زمان اتحاد جماهیر شوروی اجازه و امکان این را داشت که حاکمیت خودش را در دریای خزر، حتی در همان محدوده ۱۰مایل که در معاهده ۱۹۴۰ نوشته شده، اعمال بکند؟ واقعیت این است که امکان ایران در این مورد به‌خصوص بعد از دهه ۱۹۶۰ میلادی بسیار محدود شد.
برخی از عوام به اشتباه تصور می‌کنند ایران به دلیل مسائل سیاسی بخشی از سهم خود را به روسیه واگذار کرده‌است در حالی که سهم روسیه مرتبط با خط ساحل خود و در شمال غرب خزر  می‌باشد و ربطی به ایران ندارد. [بسیاری از خواص هم با نگاهی به وضعیت سیاسی روز چنین می‌اندیشند و

### حاکمیت 20 درصد ایران بر خزر
فرماندهان نیروی دریایی ارتش ایران همیشه تاکید میکنند ایران 20 درصد از دریایی خزر را تحت کنترل خود دارد نیروی دریایی ارتش طی سال های گذشته رزمایشاتی در منطقه 20 درصدی خود در دریای  کاسپین  انجام میدهد،تحت عنوان امنیت پایدار